# Три листочки від змії
«Три листочки від змії» (нім. Die drei Schlangenblätter) — казка, опублікована братами Грімм у збірці «Дитячі та сімейні казки» (1812, том 1, казка 16). Згідно з класифікацією казкових сюжетів Аарне-Томпсона має номер 612.

## Сюжет
Один молодик постановив полишити родинний дім, щоб не бути тягарем для свого вбогого батька. Записавшись до війська, молодик відзначився в битві та призвів до перемоги військ короля. Вдячний король обдарував його багатствами та високим становиськом. Коли молодик закохався у дочку правителя, король погодився на їхнє одруження. Однак королева вимагала від нього перед шлюбом присягнути, що якщо вона помре швидше за нього — його поховають разом із нею. Закоханий молодик склав таку присягу, після чого відбувся їхній шлюб.
Згодом королева захворіла і померла. Її батько виконав бажання дочки та наказав замкнути зятя в склепі разом із її тілом. Сидячи в склепі, молодик спостеріг, як до них підповзає змія. Діставши меча, він порубав гада на шматочки. Невдовзі до мертвого гада підповзла інша змія, яка поскладала мертві шматочки забитої змії до купи та поклала на них три зелені листочки, після чого мертва змія знову ожила, а змії відповзли в темний куточок.
Молодик, який спостерігав за цим, підняв з підлоги покинуті зелені листки та поклав їх на тіло королівни, яка відразу ожила. Батько королівни був щасливий, що його дочка знову жива і здорова, та наказав відразу ж звільнити їх зі склепу. Молодик сховав листки, які зможуть ще колись придатись.
З часу свого повернення до життя, королівна, однак, змінилася і вже не кохала молодика так, як колись. Коли одного дня вони обоє подалися у подорож кораблем, щоб відвідати його батька, королівна зав'язала роман з капітаном корабля і намовила його вбити її чоловіка. Капітан погодився на пропозицію і можливість стати майбутнім наступником трону. 
Коли молодик міцно спав, королівна і капітан викинули його за борт корабля і запланувати сказати королеві, що той помер під час подорожі. На щастя вірний слуга молодика почув їхню розмову і вирушив на поратунок свого пана. Поплив у море на човні, витягнув тіло свого пана з води та оживив його за допомогою трьох зелених листків, які йому було доручена на зберігання. Потім обоє поплили до короля, випередивши корабель, що віз королеву, і проінформували короля про негідний вчинок його дочки.
Король спочатку не бажав у це повірити, однак коли його дочка повернулася з капітаном і ствердила, що її чоловік помер у дорозі — король більше не мав сумнівів. Разом із капітаном її помістили у дірявий човен і пустили у море, де згодом обоє загинули на хвилях. 